# 370 (číslo)
Tři sta sedmdesát je přirozené číslo, které následuje po čísle tři sta šedesát devět a předchází číslu tři sta sedmdesát jedna. Římskými číslicemi se zapisuje CCCLXX a řeckými číslicemi το.

## Matematika
370 je:
- Deficientní číslo
- Nešťastné číslo
- Součet čtyř po sobě jdoucích prvočísel (83 + 89 + 97 + 101)

## Astronomie
- (370) Modestia je planetka hlavního pásu, kterou objevil v roce 1893 Auguste Charlois

## Doprava
- Silnice II/370 je česká silnice II. třídy vedoucí na trase Leština – Hrabišín peáž s II/446 – Dolní Libina – Horní Město – Rýmařov – Břidličná – I/45[1][2][3]

## Ostatní
- +370 je mezinárodní telefonní předvolba Litvy

## Roky
- 370
- 370 př. n. l.